# 진군
진군(陳羣, ? ~ 236년)은 중국 후한 말기 ~ 조위의 관료로, 자는 장문(長文)이며 예주 영천군 허현(許縣) 사람이다. 태구장(太丘長) 진식의 손자이자 대홍려 진기의 아들이다.
배잠(裴潛)은 진군은 조조군의 유명한 책사로 곽가와 순위를 겨룬 인물이라 하였다. 특히 조비가 진군의 풍부한 학식에 감탄하여 왕위에 오른 뒤 사마의와 함께 중용하였다라 평했다.

## 생애
어렸을 때부터 할아버지 진식에게 장래를 인정받았으며, 소부 공융과도 친분이 있었다. 한때 예주에 체재하고 있던 유비에게 발탁되어 벼슬을 하기도 했다. 194년, 서주자사 도겸이 죽고 서주를 유비가 영유하려고 하자 "남쪽에서 원술이, 서쪽에서 여포가 서주를 노리고 있으니 위험합니다"라고 주청하며 반대했지만, 받아들여지지 않았다.
결국 곧 유비가 여포에게 패하여 영지를 잃게 되자 아버지와 함께 서주에서 피난생활을 보냈다. 4년 뒤인 198년에 조조가 여포를 토벌하자 조조에게 등용되어, 그 뒤부터는 서주에서 조조의 한쪽 팔로 활동하던 순욱의 사위가 되는 등 정치 내에서의 입지를 굳혔다. 214년에는 어사중승(御史中丞)에 올랐다.
진군의 사람됨에 대해서는 근엄실직(謹嚴實直)이라는 말이 전하는데, 언제나 공정한 태도로 사태를 판단하였으며 도덕에 벗어난 처사는 절대로 하지 않았다. 이로 인해 어렸을 때의 조비는 그의 인품에 경의를 표했으며, 신하가 아닌 친구의 예로 그를 대했다고 한다.
진군은 주로 내정에서 활약하였으며, 특히 법제의 정비에 종사했다. 조조가 육형(肉刑)을 부활시키려고 하였을 때, 부적절한 사형을 줄일 수 있다는 관점에서 종요와 함께 찬성했다. 그러나, 왕랑 등의 반대로 인해 결국 무산되고 말았다.
220년에는 구품관인법을 제정하였다. 이 제도는, 당시 채용관이나 지방호족의 자의성이 짙었던 인재등용을, 법률로서 재정비시켜 이러한 자의성이 개입할 수 없도록 하는 목적을 가지고 있었다. 동시에 후한에서 위로 이어지는 역성혁명에 대비하여, 후한의 관료들을 위에 재등용할 때 재분배를 효과적으로 하기 위한 계산의 목적도 있었다.
얼마 뒤에 조비가 위의 문제(文帝)로 즉위하자, 위제국을 성립시킨 공으로 조비에게 중용되었다. 조비는 태자시절부터 진군과 사이가 좋았기 때문에 진군을 매우 신뢰했으며, 그런 진군의 벼슬은 상서령(尙書令)에 이르렀다.
여기에 얼마 지나지 않아 진군대장군(鎭軍大將軍)의 관직을 겸직하게 되었으며, 226년에 조비가 세상을 떠날 때에는 조진이나 사마의와 함께 위의 후일을 당부받기도 했다. 뒤를 이어 즉위한 명제 때에도 중용되어, 관직이 사공에 이르렀다. 236년에 세상을 떠났다.

## 같이 보기
- 진태